# Diatraea myersi
Diatraea myersi là một loài bướm đêm trong họ Crambidae.